# Pycnandra obscurinerva
Pycnandra obscurinerva är en tvåhjärtbladig växtart som först beskrevs av Willem Willen Vink, och fick sitt nu gällande namn av Swenson och Jérôme Munzinger. Pycnandra obscurinerva ingår i släktet Pycnandra och familjen Sapotaceae. Inga underarter finns listade i Catalogue of Life.